# Walter Wittmann (Schachspieler)
Walter Wittmann (* 13. März 1948 in Graz; † 18. Juni 2020 ebenda) war ein international bekannter österreichischer Schachspieler.

## Berufliche Laufbahn
Walter Wittmann trat nach Abschluss seines Jus-Studiums in den Landesdienst der Steiermark ein und arbeitete in der Sozialabteilung in der Opferfürsorge. Er war federführend in der Ausarbeitung eines sozial gerechten Pflegeregresses. Im Jahr 2008 trat er in den Ruhestand.

## Schachkarriere
Mit 16 Jahren gewann Wittmann die steirische Jugendmeisterschaft. Es folgten bald Entsendungen zu internationalen Turnieren, seine erste große Fernreise führte ihn 1971 zur Studenten-Schach-Olympiade nach Puerto Rico. Aufgrund seiner zahlreichen Turniererfolge erhielt Wittmann als zweiter Steirer nach Georg Danner 1981 vom Weltschachverband den Titel "Internationaler Meister" verliehen. 1978 veröffentlichte er ein Buch über die sizilianische Schacheröffnung. Obwohl nie Profischachspieler, gehörte Wittmann in den 1970er und 1980er Jahren zu den allerbesten Spielern Österreichs und hat auch einige Monate die nationale Eloliste angeführt, seine höchste Elo-Zahl war im Januar 1983 bei 2435. 1985 und 1987 wurde er jeweils österreichischer Vizestaatsmeister im Einzel, mit Merkur und Styria Graz gelangen ihm insgesamt elf österreichische Staatsmeistertitel. Auch medial war Wittmann sehr aktiv. So kommentierte er für die Kleine Zeitung die Weltmeisterschaften und hatte zu Spitzenspielern wie den Weltmeistern Anatoli Karpow und Garri Kasparow persönliche Kontakte. In der Kleinen Zeitung betreute er jahrelang die Schachecke.

## Nationalmannschaft
Wittmann nahm mit der österreichischen Nationalmannschaft an zehn aufeinanderfolgenden Schacholympiaden teil: 1976 bis 1994. Auch bei fünf aufeinander folgenden Mannschaftseuropameisterschaften 1980–1992 war Wittmann für Österreich im Einsatz.

## Privatleben
Wittmann war seit 1994 verheiratet. Er starb nach längerer Krankheit am 18. Juni 2020 in seiner Heimatstadt Graz.

## Erfolge
- Internationaler Meister: 1981
- 11× Österreichischer Staatsmeister: 1986/87, 1987/88, 1989/90, 1990/91, 1991/92, 1995/96,1996/97,1997/98,1998/99, 1999/2000 (mit Merkur Graz) und 2005/06 (mit Styria Graz)
- 2× Vizestaatsmeister im Einzel: 1985 und 1987

| Hier fehlt eine Grafik, die leider im Moment aus technischen Gründen nicht angezeigt werden kann. Wir arbeiten daran! |